# شارل میشل
شارل میشل (انگلیسی: Charles Michel؛ زادهٔ ۲۱ دسامبر ۱۹۷۵) یک سیاستمدار اهل بلژیک است که از سال ۲۰۱۹ به‌عنوان رئیس شورای اروپا فعالیت می‌کند. او پیش از این بین سال‌های ۲۰۱۴ تا ۲۰۱۹ نخست‌وزیر بلژیک بود.
شارل میشل از فوریه ۲۰۱۱ تا زمانی که به نخست‌وزیری انتخاب شد، رهبر حزب جنبش اصلاح طلب بلژیک بود. میشل جوانترین نخست‌وزیر بلژیک از سال ۱۸۴۵ تا کنون است. او بدنبال اختلاف با ملی‌گرایان فلاندر که به خاطر امضای پیمان مهاجرتی سازمان ملل از دولت ائتلافی وی کناره‌گیری کردند، در برابر نمایندگان اعلام کرد: «من تصمیم گرفته‌ام که از سمتم کناره‌گیری کنم.»